# RRP12
RRP12‏ (Ribosomal RNA processing 12 homolog) هوَ بروتين يُشَفر بواسطة جين RRP12 في الإنسان.